# Thomas Desages
Thomas Desages (1768-1853) est un diplomate français et un ancien grand commis de Joseph Fouché au ministère de l'intérieur.
Né le 7 février 1768 à Chalais (Charente) et mort à La Menècle le 25 août 1853, Thomas Desages est le fils de Germain Desages, écuyer et avocat au Parlement (docteur en droit civique et canonique) et de Marie de Montardy (fille de Joseph de Montardy, ancien brigadier des gardes du roi). Ancien chef de bureau au Comité de Salut public, il fut un des chefs de la police administrative et un proche collaborateur de Joseph Fouché au ministère de l'intérieur. Son fils le comte Emile Desages dirigea la direction des Affaires politiques sous la  Restauration et la Monarchie de Juillet.

## Carrière

### Chef de bureau auComité de Salut public(Période révolutionnaire)
- Août 1792 - Président de la section armée du Luxembourg (Commune de Paris) et membre du comité civil de la section Mutius-Scaevola aussi nommée section du Luxembourg[2]
- 1er mars 1792 au 19 janvier 1794 - Commis au parquet de la Commune de Paris
- 19 février 1794 au 21 septembre 1794 - Premier secrétaire commis des bureaux de la correspondance des Représentants du peuple au Comité de salut public (Convention nationale)
- 22 octobre 1794 au 18 juillet 1795 - Chef de bureau de la deuxième commission exécutive (instruction publique)

### Collaborateur deJoseph Fouchéau ministère de la Police Générale (Consulat et Empire)
- 6 mars 1796 au 31 mars 1810 - Sous-chef, chef de bureau et rédacteur au ministère de la Police Générale

Proche collaborateur de Joseph Fouché au ministère de l'intérieur dont il était un des chefs de la police administrative, il dirigea le bureau des émigrés puis devint chef du 4e bureau à la "division de la police administrative" (1801), chargée de la sûreté et de la surveillance de tous les départements.

### Sous-directeur à la direction des Affaires politiques au ministère des Affaires étrangères (RestaurationetMonarchie de Juillet)
- Sous-chef de division au ministère des Affaires étrangères (1810-1826)
- Sous-directeur à la direction des Affaires politiques au ministère des Affaires étrangères (jusqu'à sa retraite en 1831). Il participa notamment à la négociation de la Convention relative au règlement des frontières entre la France et la Prusse (1830)

### Décorations
- Chevalier de Légion d'honneur (22 mars 1826)
- Décoration de troisième classe de l'ordre de l'Aigle rouge de Prusse (30 avril 1830)

### Publications
- Ode à la République, 1794, la Décade philosophique, littéraire et politique : Qui comprend depuis le premier numéro de Thermidor jusqu'au dernier de Fructidor". T.2, Volume 2, Au Bureau de la Décade, rue Thérèse, près la rue Helvétius, 1794, p. 227.
- Ode à l'armée d'Angleterre, R. Vatar, rue de l'Université, no. 139 ou 926, 1798, Le Tribunal D'Apollon, ou Jugement en dernier ressort de tous les auteurs vivans : Libelle Injurieux, partial et diffamatoire, Vol. 1 par Antoine Joseph Nicolas de Rosny, Ed.  Marchand, Paris, 1798.